# Kréta (íróeszköz)

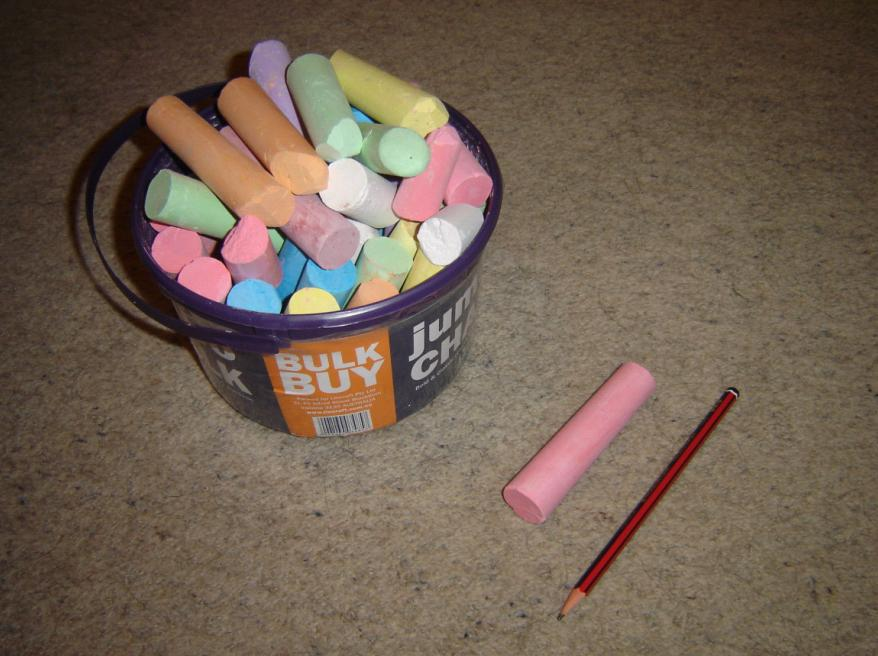
Egy vödör kréta

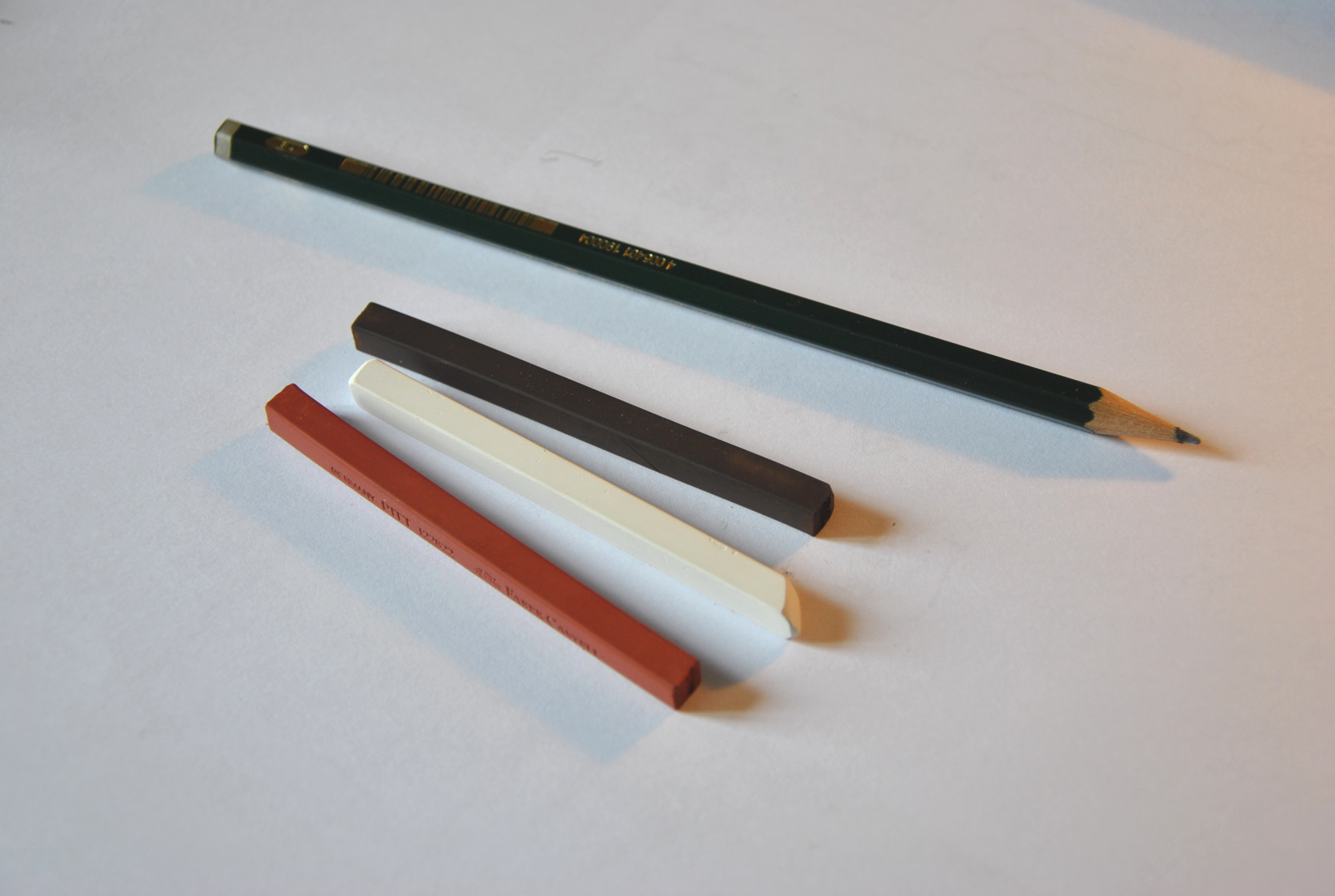
Egy ceruza és zsírkréták

A kréta írásra, rajzolásra szolgáló eszköz. Az iskolai oktatásban a táblára írnak-rajzolnak vele, a szabókrétával a szabásmintát jelölik a szövetre. Finom szemcséjű mészkőből, gipszből vagy zsírkőből készül, legtöbbször fehér, de pigmentekkel színezhető is. A zsírkréta színezett viaszból, faszénből, vagy mészkőporból készül.

## A szó eredete
A kréta szó a latin: creta szóból származik, mely krétai földet, iszapot jelentett. Creta görög sziget neve. 